# サウジ・セカンドディヴィジョンリーグ
サウジ・セカンドディヴィジョンリーグ（Saudi Second Division League）は、サウジアラビアにおけるプロサッカーの3部リーグである。

## 2023-24シーズン所属クラブ

### グループA
| クラブ名           | ホームタウン     | ホームスタジアム                                                             |
| ------------------ | ---------------- | ---------------------------------------------------------------------------- |
| アフィーフ         | アフィーフ       | アル・デラー・クラブ・スタジアム                                             |
| アル・エンテサール | ラービグ         | アル・エンテサール・クラブ・スタジアム                                       |
| アル・ジール       | フフーフ         | プリンス・アブドゥラー・ビン・ジャラウィ・スタジアム                         |
| アル・カウカブ     | アル・ハルジュ   | アル・ショアラ・クラブ・スタジアム                                           |
| アル・リワー       | バクアー         | アル・リワー・クラブ・スタジアム                                             |
| アル・ナイリヤ     | アル・ナイリヤ   | アル・ナイリヤ・クラブ・スタジアム                                           |
| アル・ノジューム   | シュカイク       | プリンス・アブドゥラー・ビン・ジャラウィ・スタジアム                         |
| アル・ラウダ       | アル・ジェシャ   | アル・ラウダ・クラブ・スタジアム                                             |
| アル・ラーヤン     | ハーイル         | アル・ジャバライン・クラブ・スタジアム                                       |
| アル・ショアラ     | アル・ハルジュ   | アル・ショアラ・クラブ・スタジアム                                           |
| アル・タカドム     | アル・ムダンニブ | アル・タカドム・クラブ・スタジアム                                           |
| アル・ワシュム     | シャクラー       | アル・ワシュム・クラブ・スタジアム                                           |
| アル・ズルフィ     | アル・ズルフィ   | アル・ズルフィ・クラブ・スタジアム                                           |
| ムダル             | アル・クダイフ   | プリンス・ナイフ・ビン・アブドゥルアジズ・スタジアム                         |
| ナジラン           | ナジュラーン     | プリンス・ハスルール・ビン・アブドゥル・アジズ・スポーツ・シティ・スタジアム |
| ネオム             | タブーク         | キング・ハリド・スポーツ・シティ・スタジアム                                 |

### グループB
| クラブ名           | ホームタウン       | ホームスタジアム                                                                             |
| ------------------ | ------------------ | -------------------------------------------------------------------------------------------- |
| アル・アンサール   | マディーナ         | アル・アンサール・クラブ・スタジアム                                                         |
| アル・ディルイーヤ | ディルイーヤ       | アル・ディルイーヤ・クラブ・スタジアム                                                       |
| アル・ハウラー     | ウムルジュ         | アル・ハウラー・クラブ・スタジアム                                                           |
| アル・ジュバイル   | ジュバイル         | アル・ジュバイル・クラブ・スタジアム                                                         |
| アル・ヌール       | サナービス         | プリンス・ナイフ・ビン・アブドゥルアジズ・スタジアム                                         |
| アル・カウス       | アル・フルマ       | アル・カウス・クラブ・スタジアム                                                             |
| アル・サッド       | ナアジャーン       | アル・アンワル・クラブ・スタジアム                                                           |
| アル・サヘル       | ハーイル           | プリンス・ナイフ・ビン・アブドゥルアジズ・スタジアム                                         |
| アル・サクル       | アル・ブスル       | アル・タアーウン・クラブ・スタジアム                                                         |
| アル・シャイーブ   | フライミラー       | イルカ・スポーツ・スタジアム                                                                 |
| アラル             | アラル             | プリンス・アブドゥラー・ビン・アブドゥルアジズ・ビン・ムサエド・スポーツ・シティ・スタジアム |
| ビーシャ           | ビーシャ           | ビーシャ・ユニバーシティ・スタジアム                                                         |
| ヒッティーン       | サームタ           | キング・ファイサル・スポーツ・シティ・スタジアム                                             |
| ジェラシュ         | アハド・ラフィーダ | プリンス・スルタン・ビン・アブドゥル・アジズ・リザーブ・スタジアム                           |
| トゥワイク         | アル・ズルフィ     | アル・ズルフィ・クラブ・スタジアム                                                           |
| ワジ               | アル・ハウィーヤ   | キング・ファハド・スタジアム                                                                 |

## 歴代優勝クラブ
| - 1976-77: アル・タエー - 1977-78: アル・タアーウン - 1978-79: アル・カウカブ - 1979-80: アル・ラウダ - 1980-81: ダマク - 1981-82: アル・ショアラ - 1982-83: ファティフ - 1983-84: アル・アンサール - 1984-85: アル・フェイハ - 1985-86: アル・アラビ - 1986-87: アル・ショアラ - 1987-88: アル・ナジマ - 1988-89: アル・オヨーン - 1989-90: アル・ファイサリー - 1990-91: アル・アンサール - 1991-92: アル・アフドゥードゥ - 1992-93: ナジラン - 1993-94: アブハー - 1994-95: アル・ハリージュ |  | - 1995-96: アル・トゥハミ - 1996-97: ファティフ - 1997-98: アル・ナフダ - 1998-99: ファティフ - 1999-2000: アブハー - 2000-01: アル・ハマダ - 2001-02: ハジェル - 2002-03: アル・ファイサリー - 2003-04: ナジラン - 2004-05: アル・ワタニ - 2005-06: スドゥース - 2006-07: アル・ラーイド - 2007-08: アル・オルーバ - 2008-09: アル・ショアラ - 2009-10: アル・ナジマ - 2010-11: アル・ナフダ - 2011-12: スドゥース - 2012-13: アル・ディルイーヤ - 2013-14: アル・フェイハ - 2014-15: ダマク |  | - 2015-16: アル・カイスーマ - 2016-17: アル・カウカブ - 2017-18: アル・ワシュム - 2018-19: ヒッティーン - 2019-20: ハジェル - 2020-21: アル・アフドゥードゥ - 2021-22: アル・アラビ - 2022-23: アル・ナジマ - 2023-24: ネオム - 2024-25: アル・ディルイーヤ |

## クラブ別優勝回数
| クラブ名             | 回数 | 優勝年度                |
| -------------------- | ---- | ----------------------- |
| ファティフ           | 3    | 1982-83,1996-97,1998-99 |
| アル・ショアラ       | 3    | 1981-82,1986-87,2008-09 |
| アル・ナジマ         | 3    | 1987-88,2009-10,2022-23 |
| アル・アンサール     | 2    | 1983-84,1990-91         |
| アブハー             | 2    | 1993-94,1999-2000       |
| アル・ファイサリー   | 2    | 1989-90,2002-03         |
| ナジラン             | 2    | 1992-93,2003-04         |
| アル・ナフダ         | 2    | 1997-98,2010-11         |
| スドゥース           | 2    | 2005-06,2011-12         |
| アル・フェイハ       | 2    | 1984-85,2013-14         |
| ダマク               | 2    | 1980-81,2014-15         |
| アル・カウカブ       | 2    | 1978-79,2016-17         |
| ハジェル             | 2    | 2001-02,2019-20         |
| アル・アフドゥードゥ | 2    | 1991-92,2020-21         |
| アル・アラビ         | 2    | 1985-86,2021-22         |
| アル・ディルイーヤ   | 1    | 2012-13,2024-25         |
| アル・タエー         | 1    | 1976-77                 |
| アル・タアーウン     | 1    | 1977-78                 |
| アル・ラウダ         | 1    | 1979-80                 |
| アル・オヨーン       | 1    | 1988-89                 |
| アル・ハリージュ     | 1    | 1994-95                 |
| アル・トゥハミ       | 1    | 1995-96                 |
| アル・ハマダ         | 1    | 2000-01                 |
| アル・ワタニ         | 1    | 2004-05                 |
| アル・ラーイド       | 1    | 2006-07                 |
| アル・オルーバ       | 1    | 2007-08                 |
| アル・カイスーマ     | 1    | 2015-16                 |
| アル・ワシュム       | 1    | 2017-18                 |
| ヒッティーン         | 1    | 2018-19                 |
| ネオム               | 1    | 2023-24                 |